# Rubus cinerosiformis
Rubus cinerosiformis är en rosväxtart som beskrevs av Rilstone. Rubus cinerosiformis ingår i släktet rubusar, och familjen rosväxter. Inga underarter finns listade i Catalogue of Life.